# أولاف فينتر
أولاف فينتر (بالألمانية: Olaf Winter)‏ هو راكب الكنو ألماني، ولد في 18 يوليو 1973 في نويشتريليتز في ألمانيا.

## وصلات خارجية
- أولاف فينتر على موقع أوليمبيديا (الإنجليزية)